# Helmuth Nyborg
Helmuth Sörensen Nyborg, né le 5 janvier 1937, est professeur de psychologie développementale à l'université d'Aarhus et un kayakiste danois. 

## Carrière scientifique
Son domaine de prédilection est le lien entre hormones, sexe, races et intelligence. 
Il a travaillé entre autres sur l'augmentation de l'intelligence des filles par le syndrome de Turner en leur donnant des œstrogènes. 
En 2007, ses recherches sont censurées pour des raisons politiques par la direction de l'université d'Aarhus, l'obligeant à partir. 
Plus tard il sera mis hors de cause par le Danish Committees on Scientific Dishonesty (DCSD).

### Relation entre sexe et intelligence
En 2005, il publie un article intitulé Sex-related differences in general intelligence g, brain size, and social status  dans la revue Personality and Individual Differences. 
Nyborg est suspendu à la suite des critiques de sa recherche.
Dans son article, il rapporte une différence de 5 % de QI en faveur des hommes.
L'article provoque de fortes réactions du public et de la communauté académique au Danemark, par exemple dans un  éditorial de la revue Politiken.
Un comité de l'université d'Aarhus le trouve innocent de fraude scientifique mais coupable de "comportement grossièrement négligent" et le réprimande sévèrement.
Il est ensuite acquitté par le Danish Committees on Scientific Dishonesty (en) de l'accusation de fraude scientifique et l'université est obligée de lui rendre sa chaire.
Le 21 septembre 2006, l'université lui adresse une "réprimande sévère", révoque sa suspension, et déclare l'affaire close.
Selon une information datant de 2006 parue dans la revue Science: "Des collègues du monde entier ont rallié la défense de Nyborg, accusant l'université de motivations politiques, et disant que les erreurs dans ses recherches sont triviales".

### Décadence de la civilisation occidentale
En 2011, il publie « The Decay of Western Civilization: Double Relaxed Darwinian Selection » dans le journal Personality and Individual Differences, pointant l'immigration d'Afrique du nord et du sud comme une des causes de la diminution progressive des allèles pour une haute intelligence en Europe.
Il y affirme que les migrations  au Danemark de populations venant du tiers-monde auront pour effet une baisse du QI moyen au Danemark.
À la suite de cette publication, le Danish Committees on Scientific Dishonesty (en) (DCSD) l'accuse de fraude scientifique et de plagiat. 
Des scientifiques de l'université d'Aarhus l'accusent d'utiliser des modèles statistiques de prévisions démographiques basés sur les travaux de Jørn Ebbe Vig, sans faire référence à celui-ci.
Ils l'accusent aussi de mal utiliser des données statistiques supposant que les populations du moyen-orient ont le même taux de reproduction que dans leur pays d'origine.
Jørn Ebbe Vig avait déjà publié des modèles démographiques similaires dans la revue de l'organisation nationaliste Den Danske Forening,,,.
Le 31 octobre 2013, le Danish Council for Scientific Misconduct le déclare coupable de fraude scientifique pour son article The decay of Western civilization: Double relaxed Darwinian selection publié dans Personality and Individual Differences. 
Il est, selon eux, coupable de deux charges principales: d'abord d'avoir publié l'article sans avoir fait référence à Jørn Ebbe Vig comme co-auteur. 
En réponse, Nyborgs indique qu'il a proposé à Jørn Ebbe Vig d'être co-auteur de l'article, mais que celui-ci a demandé à ne pas être cité, ce qui a poussé Helmuth Nyborg à le publier seul. 
La seconde charge est que Helmuth Nyborg a négligé d'indiquer dans le paragraphe méthodologique qu'il a converti le taux de fécondité en un taux de natalité, erreur qui pour le DCSD est équivalente à fabriquer des données sans le dire ou à substituer des données fictives. 
Quand Helmuth Nyborg apprend que cela pose problème, il envoie un addendum à la revue, ce qui est une pratique commune quand des erreurs sont découvertes dans des articles publiés. 
Cependant le DCSD continuera à considérer qu'il s'agit d'un exemple de grande négligence et donc de fraude scientifique.
En 2015, la revue publiera un éditorial commentant l'article et conclura que Helmuth Nyborg n'a commis ni fraude scientifique ni plagiat.
Cette conclusion est basée sur le verdict du groupe de travail ad hoc formé de Ian Deary, Jelte Wicherts, John Loehlin et de William Revelle.
Nyborg portera plainte contre le CCSD, il gagnera le procès en mars 2016 et recevra en dédommagement 200 000 kr (environ 22 000 €),.

## Carrière sportive
Helmuth Sörensen participe aux Jeux olympiques de 1960 à Rome et remporte la médaille de bronze avec le relais 4x500 mètres kayak en compagnie de Erik Hansen, Arne Höyer et Erling Jessen.